# Takashi Ishimoto
Takashi Ishimoto (石本 隆, Ishimoto Takashi), né le 6 avril 1935 et mort le 1er mars 2009, est un nageur japonais spécialiste des épreuves en papillon.

## Palmarès

### Jeux olympiques
- Jeux olympiques de 1956 à Melbourne (Australie) :
  -  Médaille d'argent sur 200 m papillon[1].